# Турню
Турню (фр. Tournus) — коммуна во французском департаменте Сона и Луара в Бургундии. Входит в состав округа Макон, кантон Турню. Население коммуны — 5892 человека.

## География
Коммуна Турню расположена на левом берегу Соны, в 28 километрах к северу от Макона и в 26 километрах к югу от Шалон-сюр-Сона. Через Турню проходит железнодорожная линия Макон — Шалон-сюр-Сон, шоссейные дороги A6 и RN6. Кроме того, Турню является речным портом, река Сона в этом месте судоходна.

## Экономика
Основа экономики коммуны — торговля вином, в окрестностях Турню расположено много виноградников, и добыча камня для строительных нужд из близлежащих карьеров. Также Турню исторически славится производством стульев.

## Достопримечательности
- Церковь святого Филиберта начала XI века (названа в честь святого Филиберта, реликвии которого были перенесены сюда во время нашествия норманнов), принадлежавшая ранее бенедиктинскому аббатству Турню. Построена в бургундском романском стиле.
- Статуя Жан-Батисту Грёзу, родившемуся в Турню в 1725 году.

## Известные жители города
- Жан-Батист Грёз (фр. Jean-Baptiste Greuze; 21 августа 1725 года, Турню, Бургундия — 4 марта 1805 года, Париж) — французский живописец-жанрист.
- Габриель Вуазен (фр. Gabriel Voisin, 5 февраля 1880 года, Бельвиль — 20 мая 1973 года, Озне близ Турню) — французский пионер авиации, конструктор аэропланов и автомобилей, предприниматель. Старший брат Шарля Вуазена. Проживал в Турню какое-то время, здесь и похоронен. Его дом находится на берегу Соны.

## В культуре
Встречу с Леоном Вертом в Турню описывает в третьей главе эссе «Письмо заложнику» Антуан де Сент-Экзюпери.

## Рост населения
| Год  | Количество жителей | Год  | Количество жителей |
| ---- | ------------------ | ---- | ------------------ |
| 1793 | 4353               | 1896 | 4866               |
| 1800 | 5149               | 1901 | 4890               |
| 1806 | 5351               | 1906 | 4846               |
| 1821 | 5011               | 1911 | 4772               |
| 1831 | 5151               | 1921 | 4728               |
| 1836 | 5407               | 1926 | 5103               |
| 1841 | 5267               | 1931 | 5046               |
| 1846 | 5270               | 1936 | 5311               |
| 1851 | 5314               | 1946 | 5395               |
| 1856 | 5613               | 1954 | 5453               |
| 1861 | 5548               | 1962 | 5975               |
| 1866 | 5640               | 1968 | 6673               |
| 1872 | 5553               | 1975 | 7443               |
| 1876 | 5527               | 1982 | 6977               |
| 1881 | 5526               | 1990 | 6568               |
| 1886 | 5248               | 1999 | 6231               |
| 1891 | 5025               | 2006 | 5892               |

## Галерея Изображений

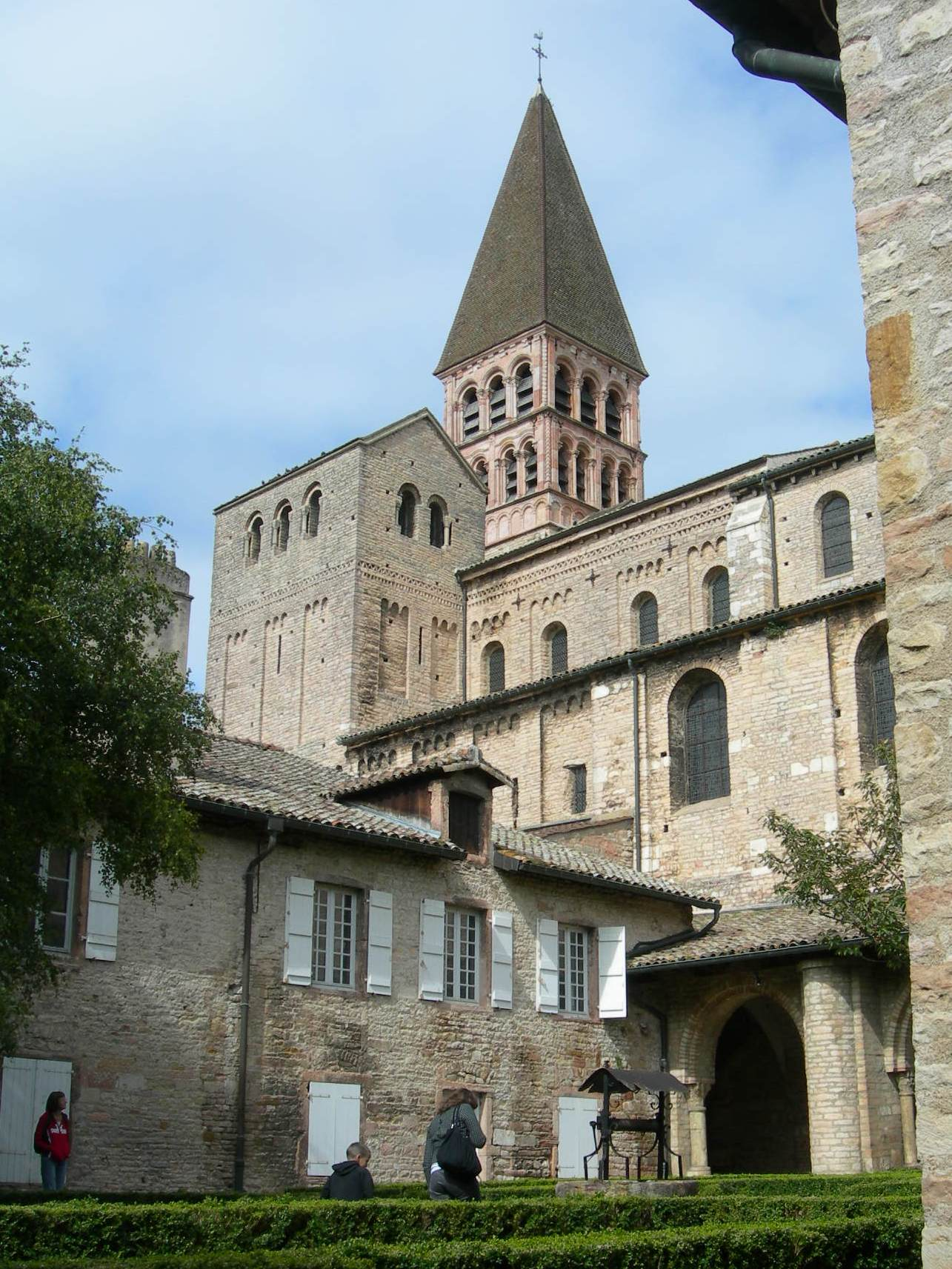
Церковь святого Филиберта
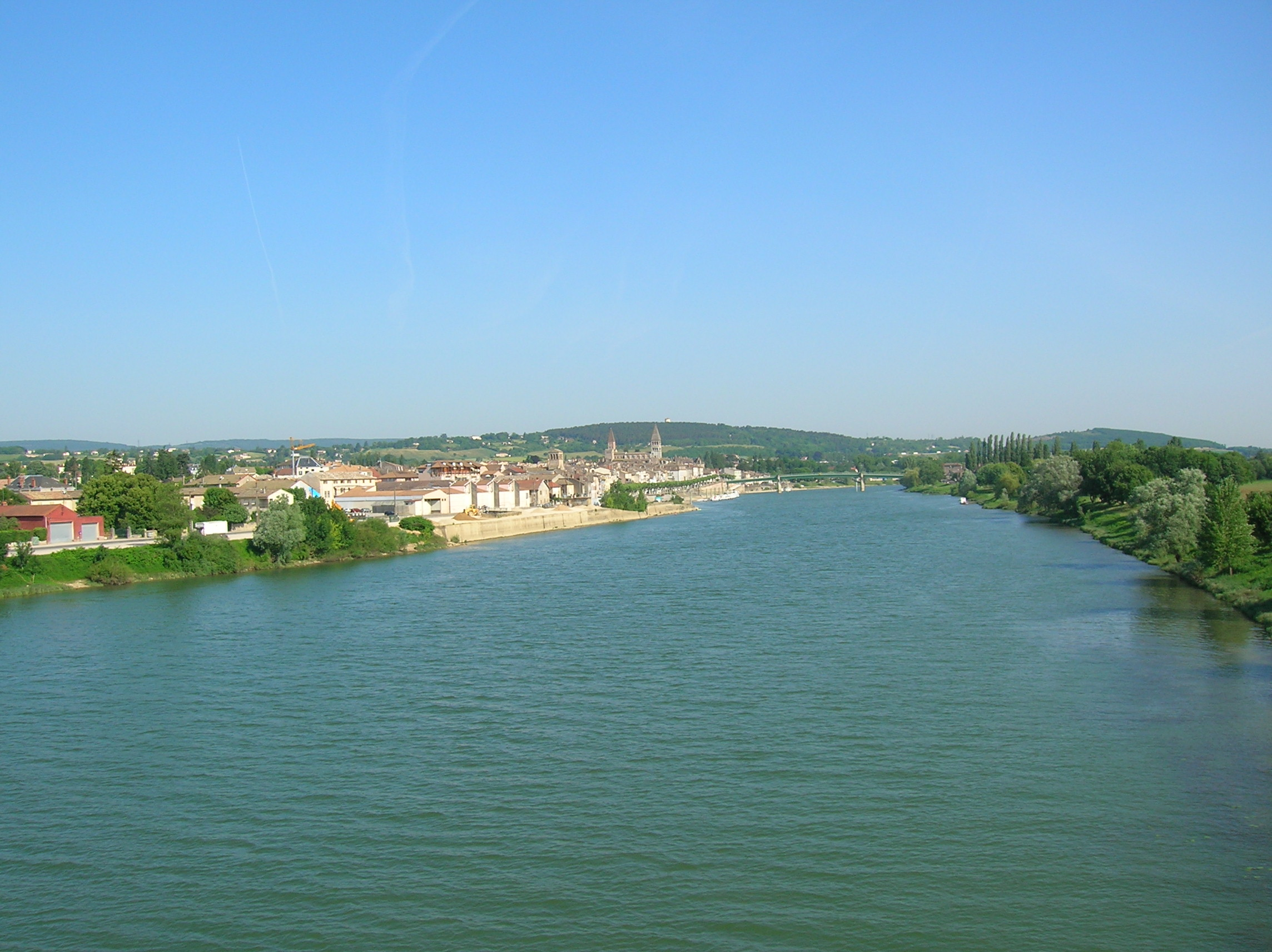
Турню на берегу Соны